# Discografia lui Smiley

## Albume

### Albume de studio
| Titlu               | Detalii album                                                                    | Vânzări | Certificări |
| ------------------- | -------------------------------------------------------------------------------- | ------- | ----------- |
| În lipsa mea        | - Lansat: 10 martie 2008 - Label: Cat Music - Formate: CD                        |         | - UFPR: Aur |
| Plec pe Marte       | - Lansat: 30 martie 2010 - Label: Cat Music - Formate: CD, download digital      |         |             |
| Acasă               | - Lansat: 21 noiembrie 2013 - Label: Cat Music / HaHaHa Production - Formate: CD |         |             |
| Confesiune          | - Lansat: 10 decembrie 2017 - Label: Cat Music / HaHaHa Production - Formate: CD |         |             |
| Mai mult de-o viață | - Lansat: 17 februarie 2022 - Label: Cat Music / HaHaHa Production - Formate: CD |         |             |

## Discuri single

### Ca artist principal
| „În lipsa mea” (cu Uzzi)                                                          | 2007 | 9 | În lipsa mea                      |
| „Preocupat cu gura ta”                                                            | 2008 | ? | În lipsa mea                      |
| „Am bani de dat” (cu Alex Velea, Don Baxter & Marius Moga)                        | 2008 | ? | În lipsa mea                      |
| „Designed to Love You”                                                            | 2009 | 8 | În lipsa mea                      |
| „Plec pe Marte” (cu Cheloo)                                                       | 2010 | 1 | Plec pe Marte                     |
| „Love is for Free” (cu Pacha Man)                                                 | 2010 | 1 | Plec pe Marte                     |
| „Dream Girl”                                                                      | 2011 | 1 | Plec pe Marte                     |
| „Dead Man Walking”                                                                | 2012 | 1 | Acasă                             |
| „Cai verzi pe pereți” (cu Alex Velea & Don Baxter)                                | 2012 | 1 | Acasă                             |
| „Dincolo de cuvinte” (cu Alex Velea)                                              | 2013 |   | Acasă                             |
| „Criminal” (cu Kaan)                                                              | 2013 |   | Acasă                             |
| „Acasă"                                                                           | 2013 |   | Acasă                             |
| „Cu fuioru'" (Cu Pavel Bartoș)                                                    | 2014 |   | Românii au Talent Sezonul 4 (OST) |
| „Nemuritori” „I wish”- Acasă (album)                                              | 2014 | 3 | fără album                        |
| „Oarecare”                                                                        | 2015 | 1 | fără album                        |
| „Pierdut buletin” (cu DOC & Motzu)                                                | 2015 | 1 | DOC & Motzu în HD                 |
| „Insomnii”                                                                        | 2016 | 1 | Confesiune                        |
| „Sleepless”                                                                       | 2016 | 1 | fără album                        |
| „Îndrăgostit (deși n-am vrut)”                                                    | 2016 | 1 | Confesiune                        |
| „Confesiune”                                                                      | 2016 | 1 | Confesiune                        |
| „Flori de plastic”                                                                | 2017 | 1 | Confesiune                        |
| „De unde vii la ora asta”                                                         | 2017 | 1 | Confesiune                        |
| „Domnu' Smiley”                                                                   | 2017 | 1 | Confesiune                        |
| „Să-mi fie vara”                                                                  | 2017 | 1 | Confesiune                        |
| „RARA” (cu JUNO)                                                                  | 2017 | 1 | Confesiune                        |
| „O altă EA”                                                                       | 2017 | 1 | Confesiune                        |
| „Ce mă fac cu tine de azi” (cu Guess Who)                                         | 2017 | 1 | Confesiune                        |
| „Pierdut printre femei”                                                           | 2017 | 1 | Confesiune                        |
| „Vals”                                                                            | 2017 | 1 | Confesiune                        |
| „O poveste”                                                                       | 2017 | 1 | Confesiune                        |
| „Vals” (cu Feli)                                                                  | 2018 | 1 | fără album                        |
| „Aprinde scănteia” (cu Dorian)                                                    | 2018 | 1 | fără album                        |
| „Song About Nothing”                                                              | 2019 | 1 | fără album                        |
| „My Love”                                                                         | 2019 |   | fără album                        |
| „Ce mai faci, străine?”                                                           | 2020 |   | fără album                        |
| „Cine-i salvează pe eroi?” (cu Cabron)                                            | 2020 |   | fără album                        |
| „Va fi bine!”                                                                     | 2020 |   | fără album                        |
| „Adeline”                                                                         | 2020 |   | fără album                        |
| „Ne vedem noi" (cu Delia)                                                         | 2020 |   | fără album                        |
| „Lasă inima să zbiere" (cu Killa Fonic)                                           | 2021 |   | fără album                        |
| „Până la tine"                                                                    | 2021 |   | fără album                        |
| „Noi doi si noaptea"                                                              | 2021 |   | fără album                        |
| „Până când"                                                                       | 2021 |   | fără album                        |
| „Locul sfinteste omul'' (cu DOC)                                                  | 2021 |   | Mai mult de-o viață               |
| „Nu mai exista dup-aia''                                                          | 2021 |   | Mai mult de-o viață               |
| „Purtat de vant"                                                                  | 2022 | 3 | Mai mult de-o viață               |
| „Mi-aduc aminte"                                                                  | 2022 |   | Mai mult de-o viață               |
| „Mai mult de-o viata"                                                             | 2022 |   | Mai mult de-o viață               |
| „Bani mulți (Fii tot ce poți)" (cu Șatra B.E.N.Z.)                                | 2022 |   | Legații (OST)                     |
| „Scumpă foc" (cu JUNO)                                                            | 2022 | 1 | fără album                        |
| „Colecționarea"                                                                   | 2022 |   | fără album                        |
| „Și astăzi, și mâine" (cu Horia Moculescu)                                        | 2022 |   | fără album                        |
| „Ramon" (cu Pavel Bartoș)                                                         | 2023 |   | Ramon (OST)                       |
| „Neintenționat" (cu Emilian & JUNO)                                               | 2023 |   | fără album                        |
| „Aia e"                                                                           | 2023 | 3 | fără album                        |
| „Days of Summer"                                                                  | 2023 |   | fără album                        |
| „Oameni"                                                                          | 2023 | 1 | fără album                        |
| „Tomorrow"                                                                        | 2023 |   | fără album                        |
| „Walking To The Moon"                                                             | 2023 |   | fără album                        |
| „Let Me Go"                                                                       | 2024 |   | fără album                        |
| „Wrinkle in Time"                                                                 | 2024 |   | fără album                        |
| „Culoarea ta"                                                                     | 2024 | 2 | fără album                        |
| „Împreună, România"                                                               | 2024 |   | fără album                        |
| „Cum te văd eu"                                                                   | 2024 | 2 | fără album                        |
| "—" denotă o înregistrare care nu a ocupat niciun loc în topul muzical respectiv. |      |   |                                   |

### Ca artist secundar
| „Îmi Place La Tine Tot" (Corina cu Smiley și Don Baxter)                          | 2005 |   | Îmi place... Tot!         |
| „Secretul Mariei” (Delia cu Smiley)                                               | 2006 |   | Listen Up                 |
| „Hooky Song” (Andreea Bănică cu Smiley)                                           | 2008 |   | Best of                   |
| „Dangeros” (Connect-R cu Smiley)                                                  | 2008 |   | Dacă dragostea dispare    |
| „Dă-o tare” (Cabron cu Smiley și Guess Who)                                       | 2013 |   | Lupu' DPM                 |
| „Acasă de Crăciun” (parte din HaHaHa Production)                                  | 2013 | — | fără album                |
| „Statul” (Don Baxter cu Smiley)                                                   | 2014 |   | fără album                |
| „Sexual” (Dorian cu Smiley)                                                       | 2015 |   | fără album                |
| „În stație la Lizeanu (Domnișoară, domnișoară)” (Damian & Brothers cu Smiley)     | 2016 |   | Gypsy Rock: Change or Die |
| „Lumea nouă” (Grasu XXL cu Smiley)                                                | 2017 |   | fără album                |
| „Jumătate” (Sore cu Smiley)                                                       | 2019 | 1 | fără album                |
| „The Dreamers” (Markus Schulz cu Smiley)                                          | 2019 |   | We Are the Light          |
| „Ai grijă de femeia ta” (Marius Moga cu Smiley)                                   | 2019 |   | fără album                |
| „Sâmbătă seara" (ADDA cu Smiley)                                                  | 2020 |   | Artă, viață și iubire     |
| „Uită-mă" (Emilian cu Smiley)                                                     | 2020 |   | fără album                |
| „Rita" (Connect-R cu Smiley)                                                      | 2021 |   | fără album                |
| „Doar vina ta" (Andra cu Smiley)                                                  | 2022 | 1 | fără album                |
| „Copacul" (Spike cu Smiley)                                                       | 2023 |   | fără album                |
| „Pata" (Mario Fresh cu Smiley & RENVTØ)                                           | 2023 |   | fără album                |
| „GOALĂ" (NANE cu Smiley)                                                          | 2024 |   | fără album                |
| „S-a furat mireasa" (Damian & Brothers cu Smiley)                                 | 2024 |   | fără album                |
| „Departe de apus" (Cabron cu Smiley și Puya)                                      | 2024 |   | fără album                |
| „VTM" (Theo Zeciu cu Smiley)                                                      | 2024 |   |                           |
| „Two Feet" (TOESUP cu Smiley)                                                     | 2024 |   |                           |
| "—" denotă o înregistrare care nu a ocupat niciun loc în topul muzical respectiv. |      |   |                           |

1. ↑  „Smiley, mai bogat cu un Disc de Aur”. Adevărul. 19 iulie 2009. Accesat în 10 iunie 2020.
2. ↑  smiley.ro. „S-a lansat 'Plec pe Marte'”. Arhivat din original la 24 iunie 2020. Accesat în 23 iunie 2020.
3. ↑  Dobrescu, Petre (1 noiembrie 2013). „A VENIT MOMENTUL MULT AȘTEPTAT: Smiley a lansat videoclipul „Acasă"”. Libertatea. Accesat în 23 iunie 2020.
4. ↑  „Confesiune by Smiley on Apple Music”. Arhivat din original la 8 august 2020. Accesat în 13 mai 2020.